# Rio Guţan
O Rio Guţan é um rio da Romênia, afluente do Şimon, localizado no distrito de Braşov.